# Canard de Meller
Anas melleri
Espèce
Statut de conservation UICN

 EN C2a(ii) : En danger
Le Canard de Meller (Anas melleri) est une espèce de palmipède appartenant à la famille des Anatidae et à la sous-famille des Anatinae, originaire de l'île de Madagascar.
Il a été nommé en l'honneur du naturaliste Charles James Meller.

## Répartition

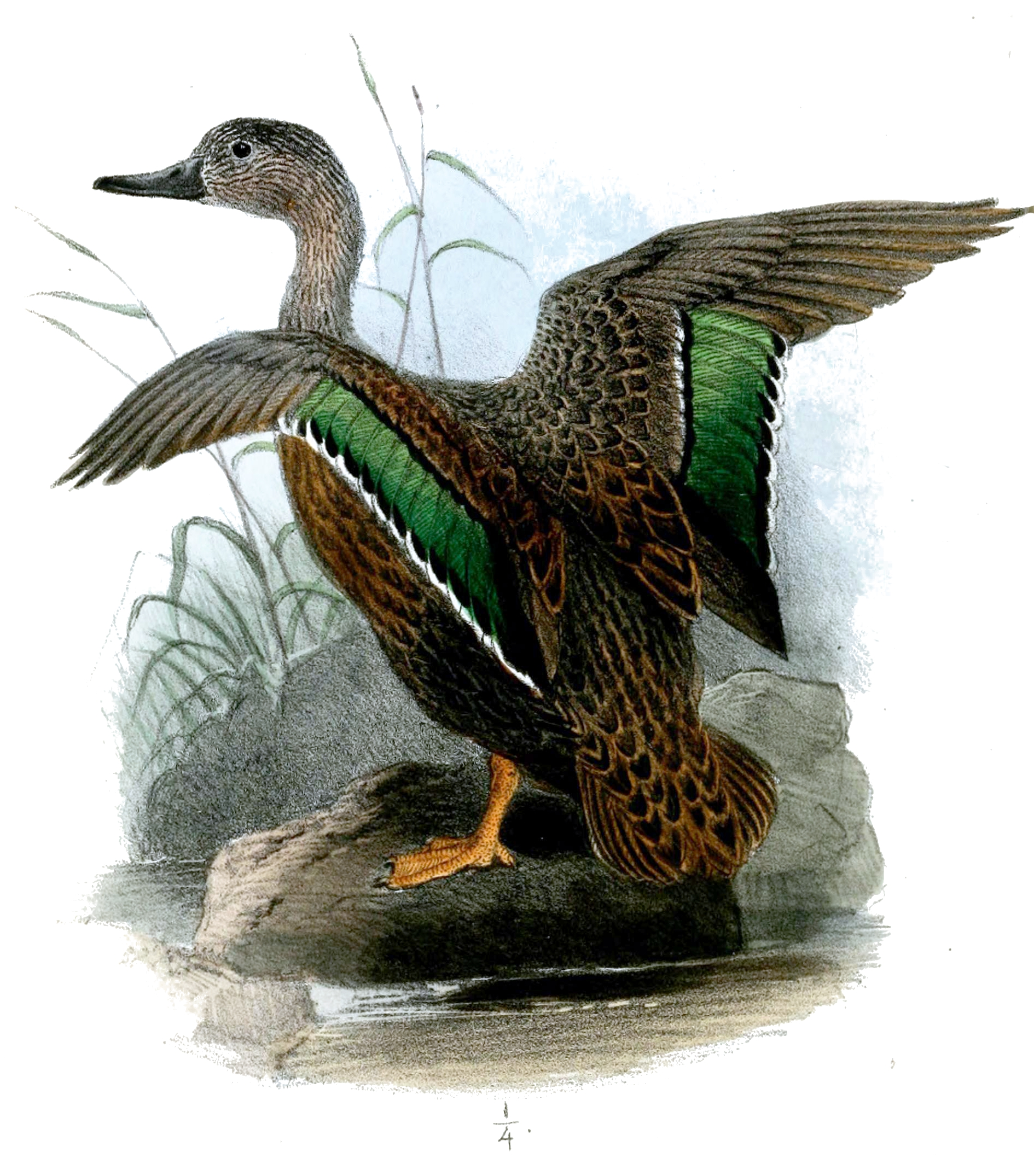

Cet oiseau vit à travers l'est de Madagascar.

## Population et conservation
Le canard de Meller est sur la liste rouge des espèces menacées par l'Union internationale pour la conservation de la nature (UICN) éditée en septembre 2008.